# Floresville
Floresville är en liten stad i Wilson County i södra Texas i USA. Floresville har 5 868 invånare (2000). Den har enligt United States Census Bureau en area på totalt 12,3 km², allt är land. Floresville är administrativ huvudort (county seat) i Wilson County. 